# Toyohiro Akiyama
Toyohiro Akiyama (jap. 秋山 豊寛 Akiyama Toyohiro; ur. 22 lipca 1942 w tokijskiej dzielnicy Setagaya) – japoński dziennikarz telewizyjny i astronauta.
W latach 1967–1971 pracował jako reporter dla japońskiej stacji telewizyjnej TBS (Tokyo Broadcasting System) oraz BBC World Service.
17 sierpnia 1989 roku został wybrany do treningu kosmonauty jako dziennikarz-kosmonauta sponsorowany przez TBS. W grudniu 1990 roku poleciał w kosmos na pokładzie Sojuza TM-11 na stację kosmiczną Mir i powrócił na Ziemię na pokładzie Sojuza TM-10. W przestrzeni spędził 7 dni 21 godzin i 54 minuty. Był pierwszym Japończykiem w kosmosie, chociaż pierwszym zawodowym astronautą japońskiej agencji kosmicznej NASDA był Mamoru Mōri w 1992 roku.
Po powrocie z lotu kosmicznego został wicedyrektorem TBS News Division. W 1995 roku odszedł z TBS, aby poświęcić się swoim zainteresowaniom.
Dekretem Prezydenta Federacji Rosyjskiej Dmitrija Miedwiediewa, № 437 z 12 kwietnia 2011 r., został odznaczony Medalem „Za zasługi w podboju kosmosu”.
Stowarzyszenie Uczestników Lotów Kosmicznych (Association of Space Explorers) przyznało mu Universal Astronaut Insignia za lot orbitalny (nr 239).